# Bruno Leipold
Bruno Leipold (* 9. September 1879 in Lauscha; † 20. September 1948 in Schmalkalden) war ein deutscher Violinist, Lehrer, Kantor und Komponist.

## Leben
Bruno Leipold, Sohn des Klempnermeisters Justus Leipold, erhielt seine erste musikalische Ausbildung in seiner Heimatstadt Lauscha auf der Violine, anschließend wurde er in Musiktheorie, Klavier und Orgel am Lehrerseminar im nahen Hildburghausen unterrichtet. Nachdem er das Lehrerseminar abgeschlossen und dreieinhalb Jahre als Lehrer in Schlettwein gearbeitet hatte, studierte Leipold ab Oktober 1902 kurze Zeit Violine, Klavier, Orgel und Gesang am Leipziger Konservatorium. Ab April 1904 bis April 1916 war er als Kantor in Wasungen tätig. Der junge Leipold regte während dieser Zeit im Ort ein blühendes Musikleben an, was sich vor allem in der Gründung einer Quartettvereinigung äußerte, der er als Primgeiger vorstand. In Wasungen entstanden auch Leipolds erste Kompositionen.
Ostern 1916 wurde Leipold als lutherischer Kantor in Schmalkalden eingeführt. Auch in Schmalkalden und Umgebung fand seine Arbeit durch zahlreiche Kirchenkonzerte und durch Konzerte des Städtischen Leipold-Orchesters breiten öffentlichen Anklang. Nachdem er schon einige Jahre als Chormeister des Leipoldschen Männerchores „Frohsinn“ gewirkt hatte, wurde er 1920 erster Leiter des gerade gegründeten Sängerbundes Schmalkalden und 1922 schließlich auch städtischer Musikdirektor.

## Werke (Auswahl)
Leipold komponierte Orgel- und Klavierwerke, Motetten, Kantaten, Oratorien sowie Chorwerke. Er gab eine Harmoniumschule, eine kleine Einführung in die geistliche Chormusik sowie eine Schrift zum Volksgesangverein heraus.
- Oratorien: Jesus Nazarenus  (op. 159, 1924), Golgatha (op. 216, 1930), Nun singet und seid froh. Weihnachtsoratorium für Soli, Chor, Streicher und Orchester, Salomo (1935), Simon Petrus, der Apostel. Volkstümliches Oratorium nach Worten der Heiligen Schrift (op. 267, 1936)
- Chorwerke: Singt Lob dem Herrn! 30 Geistliche Gesänge für dreistimmigen Chor (op. 4), Unter der blühenden Linde (op. 19, 1912)
- Klavierstücke: Mein Werratal. Walzer für Klavier (op. 10), Dreher und Rutscher. 46 Rundtänze für Klavier (op. 61) Marsch der Bleisoldaten (op. 86)
- Lieder: Sehnsucht (Psalm 42, 1 – 6) für Mezzosopran und Tenor mit Klavier, Orgel oder Harmonium (Op. 69, 1913), Himmelsfunken 15 geistliche Lieder für mittlere Singstimme mit Orgel, Harmonium oder Klavier (Op. 186, 1926).